# 丹村駅
丹村駅（タンチョンえき）は、大韓民国慶尚北道義城郡にある韓国鉄道公社中央線の駅である。嶋潭駅 - 永川駅間の複線電化新線完成後は当駅は廃止される予定である。

## 歴史
- 1940年3月1日：開業[1]。
- 2008年12月1日：旅客取扱中止。
- 2020年9月23日：武陵駅 - 当駅間が新線に切り替え、事実上廃止。
- 2020年11月12日：廃止告示[2]。

## 隣の駅
韓国鉄道公社
中央線
安東駅 - (武陵駅) - (雲山駅) - 丹村駅 - (業洞信号場) - 義城駅